# 顾家楼圣母圣心堂
顾家楼圣母圣心堂又名汤家巷天主堂，是天主教上海教区浦东总铎区的一个天主教堂，位于上海市浦东新区康桥镇汤巷村4组。
顾家楼天主堂原为浦东总铎区的一个会口（小堂），现为浦东新区东部总铎区的一个堂区。它始建于1838年，是上海最早建设的乡村教堂之一。其正立面系罗马风风格，其余部分则完全是江南民居风格。
2002年5月29日，顾家楼天主堂公布为浦东新区文物保护单位。